# Scott Arnold
Scott Arnold (Sydney, 13 september 1985) is een Australische golfer.
Arnold groeide op in een gezin waar veel golf werd gespeeld. Zijn vader, Colin Arnold, speelde op de Tour in Azië en Zuid-Afrika en zijn broer Jamie is professional in de Verenigde Staten. Scott Arnold was in 2009 vijf weken lang de beste golfamateur van de wereld. 

## Amateur

### Gewonnen
- 2006: Hong Kong Amateur
- 2008: Riversdale Cup
- 2009: Australisch Amateur, Lake Macquarie Amateur

## Professional
Hij werd eind 2009 professional. Hij speelde op de Europese Challenge Touren behaalde daar in 2015 een overwinning in de Cordon Golf Open in Frankrijk. OOk speelde hij in de OneAsia Tour. 
In 2012 won hij het Victorian Open. Op de Europese Tourschool eindigde hij in 2012 op de 26ste plaats, net een slag te veel om voor 2013 een volle tourkaart te krijgen.

### Gewonnen
- 2012: Victorian Open, Australië